# Nino Batsiashvili
Nino Batsiashvili (en georgiano: ნინო ბაციაშვილი) (Batumi, 1 de enero de 1987) es una ajedrecista georgiana, reconocida por la FIDE con el título de Gran Maestra. Ha sido cuatro veces campeona de su país de ajedrez femenino.

## Carrera
En 2012, ganó el Grupo E (sección femenina de la RSSU Student Grandmaster Cup) del Abierto de Moscú. En 2013, Batsiashvili ganó el III Memorial Krystyna Hołuj-Radzikowska en Breslavia (Polonia) en el desempate sobre Joanna Majdan-Gajewska.
En 2015, ganó el Campeonato Femenino de Ajedrez de Georgia y quedó segunda en el Campeonato Europeo Individual Femenino de Ajedrez.
Formó parte del equipo georgiano que ganó la medalla de oro en el Campeonato Mundial Femenino de Ajedrez por Equipos 2015, celebrado en Chengdu (China). Batsiashvili también ganó la medalla de bronce individual en el tablero cuatro.
En diciembre de 2015 empató contra el vigente campeón del mundo Magnus Carlsen en la ronda inicial del Qatar Masters Open.
En 2016, participó en las series del Gran Premio Femenino de la FIDE. Terminó segunda en la última etapa, celebrada en Janti-Mansisk (Rusia).
En 2018 obtuvo el título de Gran Maestra.
En 2022 ganó una medalla de oro individual por su actuación en el tablero 2, en el torneo femenino de la 44ª Olimpiada de Ajedrez, celebrada en Chennai (India).